# (20314) Johnharrison
(20314) Johnharrison (1998 FN126) – planetoida z pasa głównego asteroid okrążająca Słońce w ciągu 3,17 lat w średniej odległości 2,16 j.a. Odkryta 28 marca 1998 roku.